# Holzer (Familienname)
Holzer ist ein deutscher Familienname.

## Namensträger

### A
- Adalbert Holzer (1881–1966), deutscher Maler und Illustrator
- Adi Holzer (* 1936), österreichischer Künstler
- Alice Holzer (1875–1939), österreichische Bühnenschauspielerin, siehe Alice Hétsey
- Alois M. Holzer (* 1976), österreichischer Redakteur und Meteorologe
- Andy Holzer (* 1966), österreichischer blinder Extremsportler
- Anna Holzer (1871–1952), österreichische Politikerin (CSP)
- Anton Holzer (* 1964), italienischer Herausgeber und Publizist

### B
- Barbara Holzer (* 1966), Schweizer Architektin und Hochschullehrerin
- Boris Holzer (* 1970), deutscher Soziologe und Hochschullehrer
- Bruno Holzer (* 1947), Schweizer Motorradrennfahrer

### C
- Carl Josef Holzer (1800–1885), Jurist und Reichstagsabgeordneter
- Charlotte Holzer (1909–1980), deutsche Widerstandskämpferin und Krankenschwester
- Christian Holzer (* 1979), deutscher Fußballspieler
- Claudia Holzer (* 1968), österreichische Politikerin (FPÖ)
- Constantin Holzer-Defanti (1881–1951), österreichischer Bildhauer und Porzellanbildner

### D
- Daniela Holzer (* 1972), österreichische Pädagogin und Hochschullehrerin
- Dieter Holzer (1941–2016), deutscher Kaufmann und Lobbyist

### E
- Emil Holzer (1922–1993), polnischer Architekt
- Ernst Holzer (1856–1910), deutscher Klassischer Philologe und Lehrer

### F
- Fabian Holzer (* 1992), deutscher Badmintonspieler
- Florian Holzer (* 1966), österreichischer Restaurantkritiker
- Frank Holzer (* 1953), deutscher Fußballspieler und -trainer
- Franz Josef Holzer (1903–1974), österreichischer Gerichtsmediziner und Hochschullehrer; siehe Blutspur#Schlüsse aus der Zusammensetzung
- Fridolin Holzer (1876–1939), deutscher Verleger und Dichter
- Fritz Holzer (1929–2000), österreichischer Schauspieler

### G
- Gabriele Matzner-Holzer (* 1945), österreichische Diplomatin, Botschafterin und Publizistin
- Georg Holzer (Chorleiter) (1864–1916), österreichischer Musiker, Chorleiter und Komponist
- Georg Holzer (* 1957), österreichischer Slawist und Indogermanist
- Georg Holzer (Dramaturg) (* 1974), deutscher Dramaturg und Übersetzer aus dem Französischen und Italienischen
- Gerhard Holzer (1912–1937), ungarischer Widerstandskämpfer gegen den Nationalsozialismus
- Gerold Holzer (* 1957), österreichischer Orthopäde und Hochschullehrer
- Gottfried Holzer-Graf (* 1950), österreichischer Organist und Universitätsprofessor

### H
- Hans Holzer (1920–2009), österreichisch-US-amerikanischer Schriftsteller, Drehbuchautor und Komponist
- Hedda Holzer (1895–1942), Opfer im KZ Auschwitz, siehe Hugo von Marck
- Heini Holzer (Heinrich Holzer; 1945–1977), Alpinist und Extremskifahrer
- Heinrich Holzer (Mykologe) (* 1949/1950), deutscher Pilzkundler
- Heinz Holzer (* 1964), italienischer Skirennläufer
- Helmut Holzer (1921–1997), deutscher Biochemiker
- Herbert Holzer (* 1939), österreichischer Tennisspieler
- Hermann Holzer (1942–2004), österreichisch-schweizerischer Maler und Zeichner
- Herwig Holzer (1927–1997), österreichischer Geologe und Hochschullehrer
- Horst Holzer (1935–2000), deutscher Soziologe, Opfer des Radikalenerlasses

### I
- Inge Holzer-Siebert (1944–1971), österreichische Schauspielerin
- Iris Andraschek-Holzer (* 1963), österreichische Künstlerin, siehe Iris Andraschek
- Ivy Holzer (* 1940), italienische Schauspielerin

### J
- Jacqueline Holzer (* 1967/1968), Schweizer Kommunikationswissenschaftlerin und Hochschullehrerin
- Jane Holzer (* 1940), US-amerikanisches Modell und Schauspielerin
- Jenny Holzer (* 1950), US-amerikanische Konzeptkünstlerin
- Jerzy Holzer (1930–2015), polnischer Historiker und Publizist
- Jochen Holzer (1934–2019), deutscher Industriemanager
- Johann Holzer (1753–1818), österreichischer Komponist
- Johann Evangelist Holzer (1709–1740), deutsch-österreichischer Maler
- Josef Holzer (Politiker) (1842–1895), österreichischer Politiker
- Josef Holzer (Dirigent) (1881–1946), österreichischer Dirigent
- Josef Holzer (Offizier), österreichischer Brigadier des Bundesheeres
- Joseph Holzer (1824–1876), österreichischer Maler

### K
- Karl Holzer (1855–1918), österreichischer Architekt und Baurat
- Katharina Holzer (* 1998), österreichische Volleyball- und Beachvolleyballspielerin
- Korbinian Holzer (* 1988), deutscher Eishockeyspieler
- Kristine Holzer (* 1974), US-amerikanische Eisschnellläuferin

### L
- Ludwig Holzer (1891–1968), österreichischer Mathematiker und Hochschullehrer
- Luise Holzer (1905–nach 1930), deutsche Leichtathletin

### M
- Marcel Holzer (* 1998), österreichischer Fußballspieler
- Marco Holzer (* 1988), deutscher Rennfahrer
- Marie Holzer (1874–1924), österreichische Schriftstellerin und Journalistin
- Mario Holzer (* 1986), österreichischer Fußballspieler
- Max Holzer (* 2002), deutscher Mixed-Martial-Arts-Kämpfer
- Melina Holzer (* 1975), deutsche Snowboarderin
- Michael Holzer (1772–1826), österreichischer Kirchenmusiker und Komponist

### N
- Norbert Holzer (1948–2020), deutscher Rechtswissenschaftler

### O
- Otmar Holzer (* 1939), österreichischer Politiker (ÖVP)
- Otto Holzer (1874–1933), deutscher Architekt und Baubeamter

### P
- Patrick Holzer (* 1970), italienischer Skirennläufer
- Paul Holzer (1892–1975), Rabbiner in Hamburg und London
- Peter Holzer (Musiker), österreichischer Musiker, Mitglied der Gruppe Bambis
- Peter Holzer (Mediziner) (* 1951), österreichischer Pharmakologe, Neurogastroenterologe und Hochschullehrer
- Peter J. Holzer (* vor 1970), österreichischer Sprach- und Übersetzungswissenschaftler

### R
- Rachel Holzer (1899–1998), polnisch-australische Schauspielerin des jiddischen Theaters
- Ralph Andraschek-Holzer (* 1963), österreichischer Kunsthistoriker und Bibliothekar
- Reginarda Holzer OSF (* 1942), Generaloberin der Oberzeller Franziskanerinnen
- Renzo Holzer (* 1952), Schweizer Eishockeyspieler und -trainer
- Robert Holzer (Maler) (1859–1938), tschechischer Maler
- Robert Holzer (Sänger) (* 1963), österreichischer Sänger (Bass)
- Robert Holzer (Fußballspieler) (* 1966), deutscher Fußballspieler
- Rudolf Holzer (1875–1965), österreichischer Journalist und Schriftsteller
- Rudolf Holzer (Richter) (1906–1994), Schweizer Jurist und Richter
- Rudolf Holzer (Sportfunktionär) (1907–1980), slowakischer Sportfunktionär

### S
- Sepp Holzer (* 1942), österreichischer Landwirt und Buchautor
- Stefan Holzer (* 1963), deutscher Bauingenieur und Hochschullehrer
- Stefanie Holzer (* 1961), österreichische Schriftstellerin und Journalistin

### T
- Theo Holzer (1889–vor 1977), österreichischer Dichter, siehe Matthäus Theodor Panholzer
- Theodor Holzer (* 1948), deutscher Maler und Bildhauer
- Thomas Holzer (* 1985), deutscher Autorennfahrer

### W
- Walter Holzer (* 1939), österreichischer Ingenieur, Patentanwalt und Kunstsammler
- Werner Holzer (1926–2016), deutscher Journalist und Publizist
- Wolfgang Holzer (Politiker) (um 1420–1463), österreichischer Kaufmann und Politiker, Bürgermeister von Wien
- Wolfgang Holzer (Mediziner) (1906–1980), österreichischer Ingenieur und Psychiater
- Wolfgang Holzer (Jurist) (* 1941), österreichischer Jurist und Hochschullehrer